# Senharei
Senharei é uma povoação portuguesa sede da Freguesia de Senharei do Município de Arcos de Valdevez, freguesia com 7,53 km² de área e 164 habitantes (censo de 2021), tendo, por isso, uma densidade populacional de 21,8 hab./km².

## Demografia
A população registada nos censos foi:
| Ano  | 0-14 Anos | 15-24 Anos | 25-64 Anos | > 65 Anos |
| 2001 | 34        | 42         | 149        | 122       |
| 2011 | 11        | 15         | 128        | 105       |
| 2021 | 6         | 6          | 76         | 76        |